# Giovanni Segantini

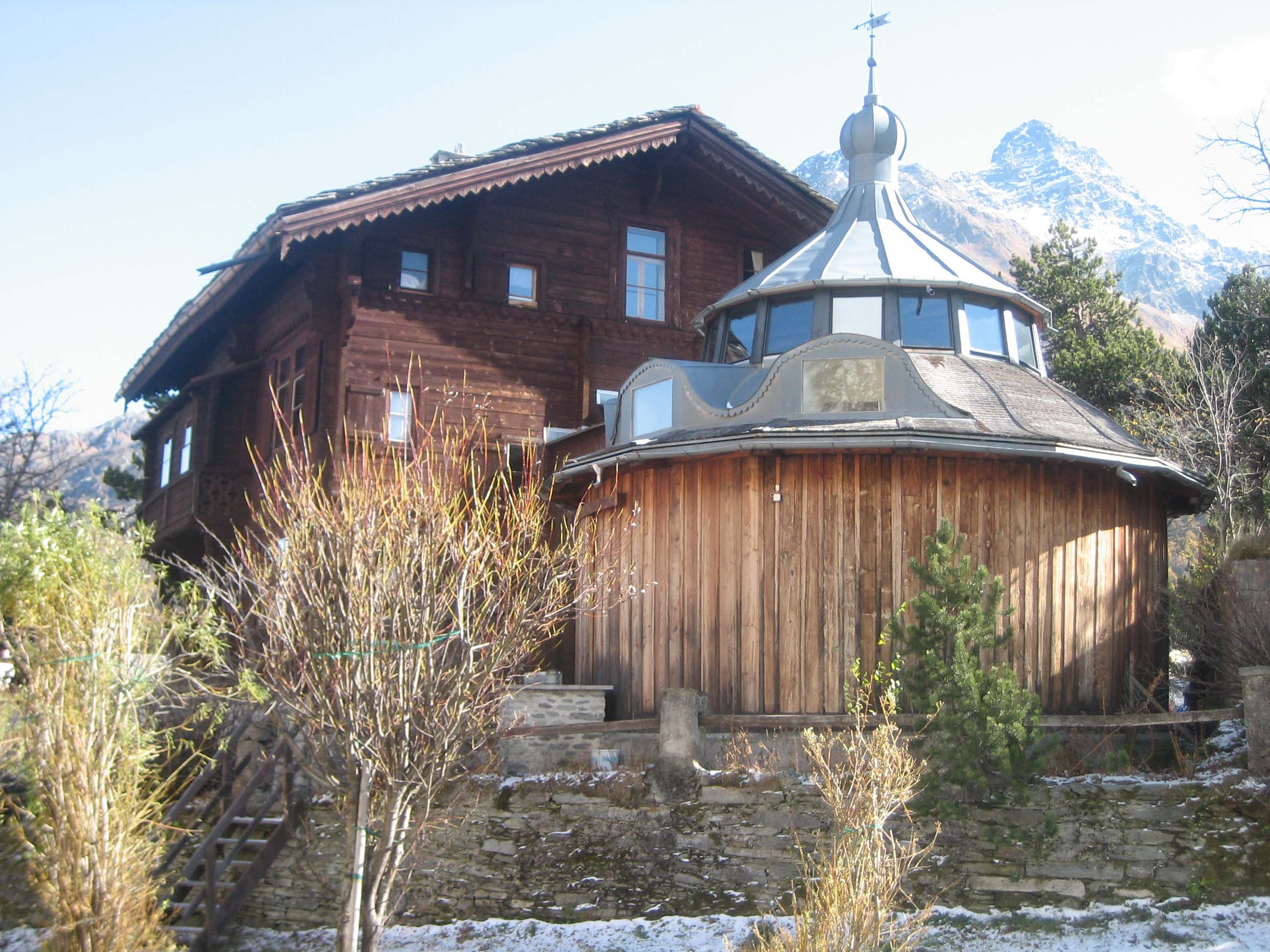
Dom z pracownią w Maloja

Giovanni Segantini (właściwie Giovanni Battista Emanuele Maria Segatini, ur. 15 stycznia 1858 w Arco koło Trydentu, zm. 28 września 1899 na Schafbergu koło Pontresiny) – włoski malarz tworzący w nurcie naturalistycznego realizmu, a potem symbolistycznego neoimpresjonizmu. Uprawiał malarstwo krajobrazowe w plenerze, malował własną techniką dywizjonizmu.

## Życiorys
Urodził się jako drugi syn stolarza Agostino Segatini i jego trzeciej żony. Po przedwczesnej śmierci matki, wskutek alkoholizmu ojca wychowywał się u krewnych. Pozbawiony obywatelstwa austriackiego już w dzieciństwie, do końca życia pozostał bezpaństwowcem. Zawodu szewca wyuczył się podczas pobytu w zakładzie poprawczym (1870-1873), gdzie jeden z wychowawców dostrzegł jego talent i umożliwił mu naukę rysunku. Kiedy opuścił zakład, zatrudnił się początkowo w małomiasteczkowej drogerii, lecz wkrótce przeniósł się do Mediolanu, gdzie zaopiekował się nim malarz chorągwi kościelnych i szyldów Luigi Tettamanti. Pod jego wpływem rozpoczął w 1875 studia w renomowanej mediolańskiej Akademii Brera (Accademia di Belle Arti di Brera), zwracając na siebie uwagę oryginalnym traktowaniem światła w kompozycji. Po dwóch latach przerwał jednak naukę wskutek nieporozumień z wykładowcami (zmienił już wówczas pisownię nazwiska na Segantini). Moralną i materialną pomoc okazał mu z kolei Vittore Grubicy de Dragon (1851–1920) – krytyk sztuki i właściciel galerii, który wprowadził jego prace na rynek. Zwrócił on również jego zainteresowanie na malarstwo Milleta, barbizończyków i na poszukiwania dywizjonistów francuskich.
W 1880 malarz otworzył własną pracownię w Mediolanie. Poznana tam siostra przyjaciela, Luigia Bugatti (1863–1938), zwana Bice, stała się jego dozgonną partnerką życiową (legalny związek małżeński był niemożliwy ze względu na brak dokumentów artysty) i w 1881 zamieszkał z nią w Pusiano (Brianza) niedaleko Mediolanu, gdzie został ojcem dwóch synów. Zajął się malowaniem martwych natur i kwiatów, upoważniając Vittora Grubicy do dysponowania swym mieniem i pracami. Często zmieniał miejsce pobytu: w 1884 zamieszkał w Corneno, w latach 1885–1886 spędził pół roku w Caglio, w 1886 mieszkał w Mediolanie, potem przebywał w Como, Livigno, Poschiavo, Pontresinie i Silvaplana.
Jako twórca z biegiem czasu zyskał uznanie i sławę. Uczestniczył w Wystawie Światowej w Londynie 1886, następnie m.in. w Paryżu (1889), Berlinie (1893). Na zaproszenie grupy Les Vingts wystawiał w 1890 na awangardowym salonie w Brukseli. W 1894 przeniósł się do wsi Maloja w szwajcarskiej Engadynie (kanton Gryzonia), gdzie w alpejskim domu z obszerną pracownią zamieszkiwał wraz z rodziną do końca życia. Na górze Schafberg korzystał z plenerowej pracowni w pasterskim domostwie. Zmarł tam podczas pracy nad nieukończonym tryptykiem Życie – Natura – Śmierć (1897-1899). W niedalekim Sankt Moritz powstało muzeum jego imienia.

## Twórczość
Podczas studiów akademickich pod kierunkiem G. Carmignaniego debiutował malowaniem martwych natur, pejzaży i tematów czerpanych z literatury; do prac tych należy zaprezentowany w Brera Chór kościoła św. Antoniego w Mediolanie (1878).

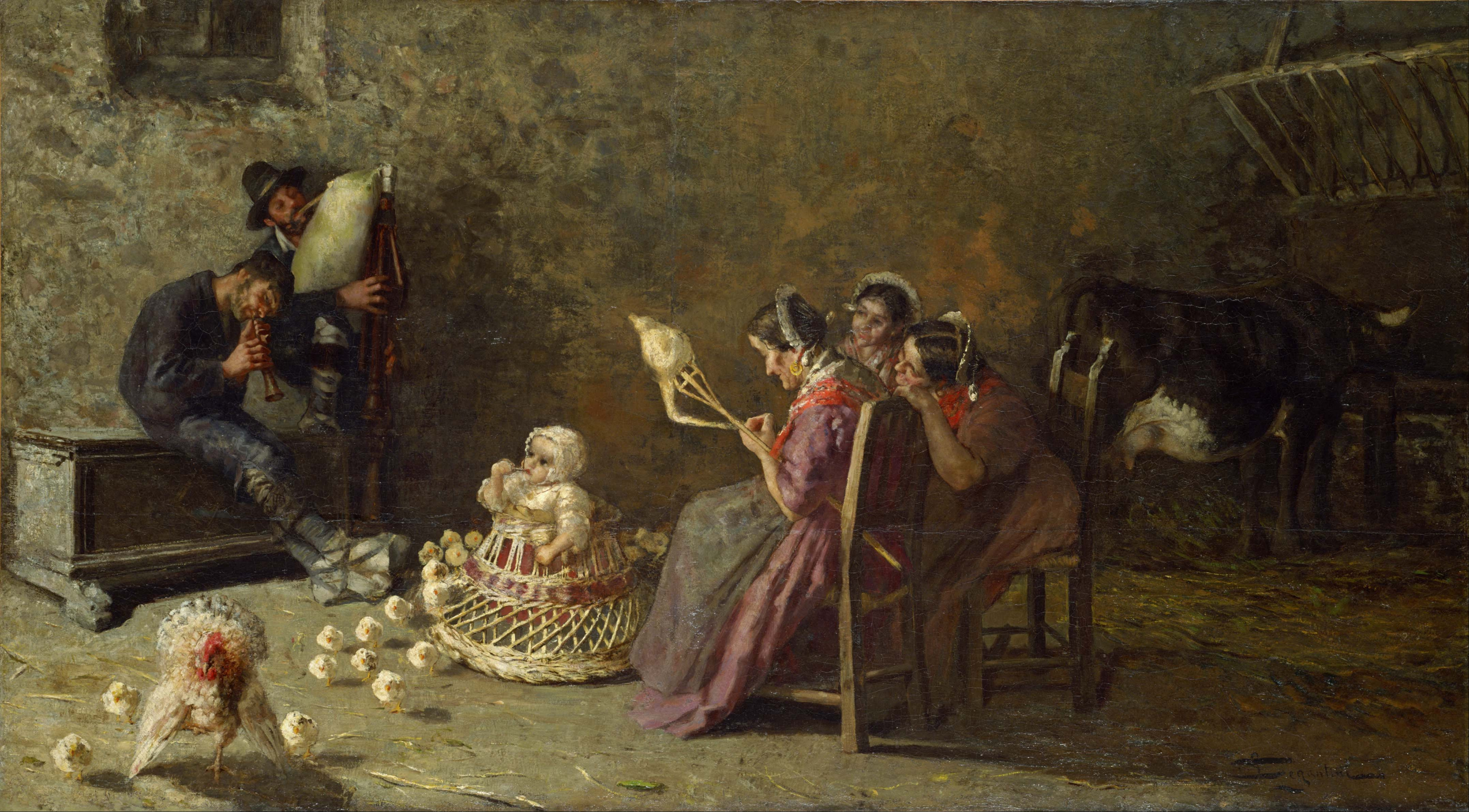
Kobziarze z Brianzy (ok. 1883)

W początkowym okresie twórczości samodzielnej najchętniej malował kompozycje plenerowe w nurcie lombardzkiego realizmu przyswojonego w trakcie studiów mediolańskich. Po zamieszkaniu na prowincji w poszukiwaniu bliskiego kontaktu z naturą, wśród wzgórz Brianzy zaczęły powstawać wczesne nastrojowe pejzaże wiejskie (Konie u brodu, 1882-83) i sceny rodzajowe (Kobziarze z Brianzy, 1883), niektóre o motywach religijnych (np. Błogosławienie owiec, 1884). Do charakterystycznych należy obraz Ave Maria na jeziorze (1882, temat ponawiany jako Modlitwa na promie/na jeziorze, 1886) – scena z modlącą się na promie chłopską rodziną przewożącą owce, oddaje obraz zwykłego życia ludzi zgodnego z rytmem przyrody, a przesycona sielskim spokojem na wygładzonej tafli wody, w poblasku zachodzącego słońca stwarza pożądany nastrój mistyczny. Podobnie jednak jak u Muncha, Gauguina czy Hodlera, krajobraz w twórczości Segantiniego spełnia rolę dominującą, podczas gdy człowiek stanowi w nim jedynie element naturalnej scenerii.
Nowy etap poszukiwań artysty otworzyło oddalenie się w góry z równoczesnym odwołaniem się do idei prostego życia, oznaczające dla niego symboliczną ucieczkę od swoich czasów – co poskutkowało powstawaniem licznych pejzaży alpejskich o jasnym kolorycie. Zamiar ukazania ze szczytów gór rozległych, słonecznych przestrzeni doprowadził Segantiniego do przyjęcia w malarskiej technice metody dywizjonistycznej, dzięki czemu zyskiwały one szczególną świetlistość. Uznawany już wtedy za czołowego przedstawiciela włoskiego neoimpresjonizmu, artysta traktował go jako „naturalne poszukiwanie światłości”. W tym celu zaczął również umiarkowanie stosować pointylizm w ramach wciąż naturalistycznego modelunku światłocieniowego.
W nieustannym poszukiwaniu kontaktu z naturą, oprócz nastrojowych krajobrazów górskich malował najchętniej wiejskie sceny rodzajowe (Przy poręczy, 1883; Dwie matki, 1889; Alpy w maju, 1890). Wytwarzał w nich poczucie absolutnej ciszy połączonej ze swoistym mistycznym panteizmem, jakiemu dawał też wyraz w licznych pismach teoretycznych. Z biegiem czasu górskie widoki i wiejskie motywy przybrały wymiar alegoryczny w intencji przekazywania treści moralnych i symboliczno-mistycznych.

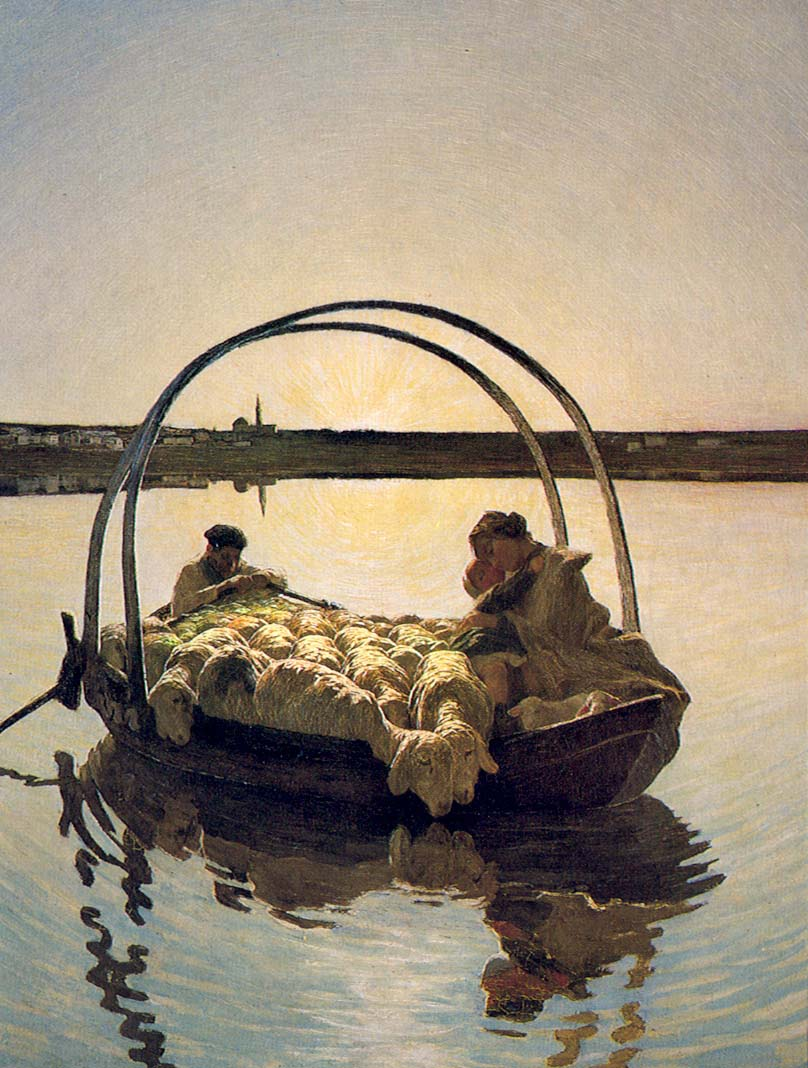
Modlitwa na jeziorze (1886)
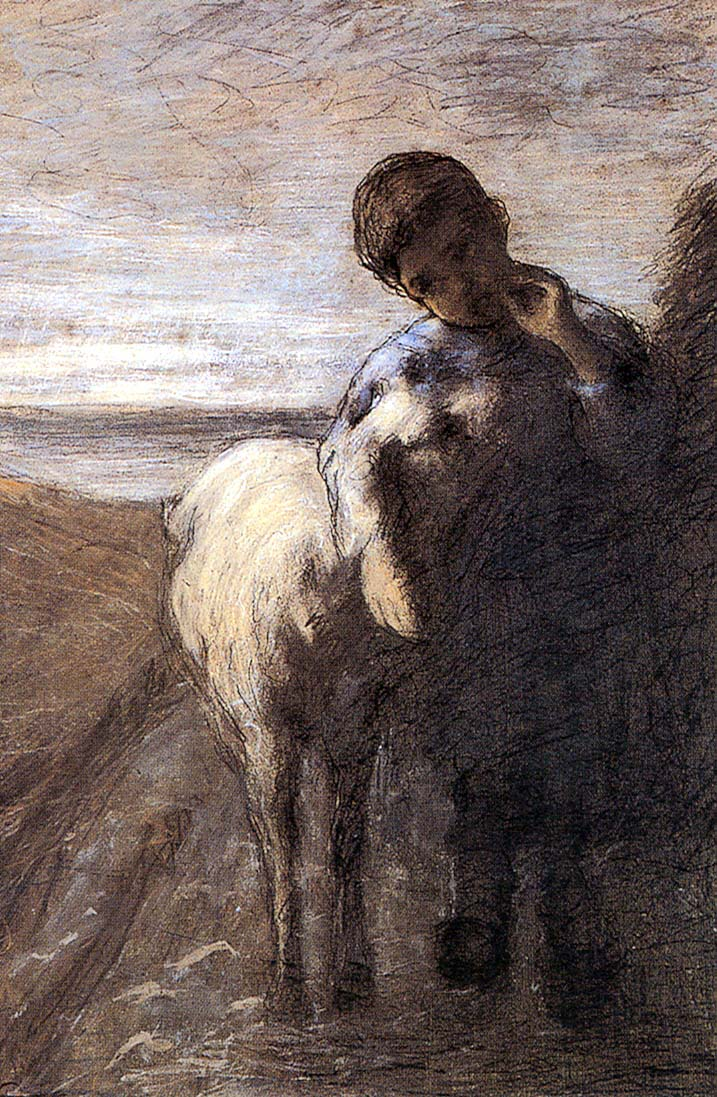
Pastuszek z owcą (ok. 1885)
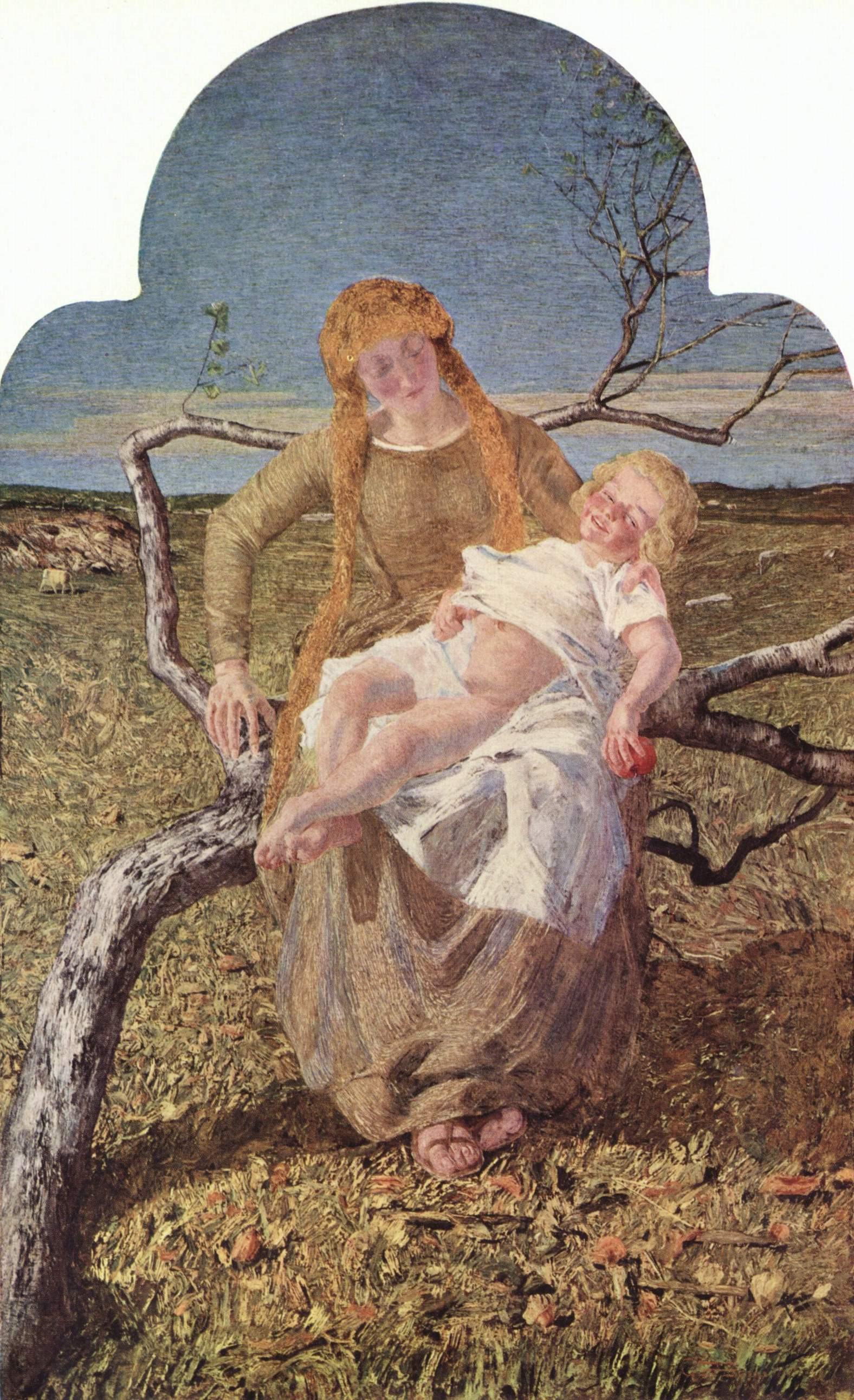
Owoc miłości (ok. 1900)
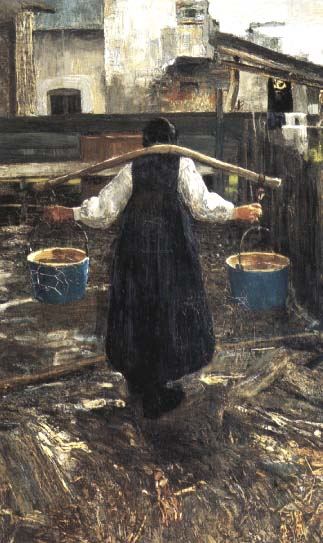
Niosąca wodę (1886-1887)
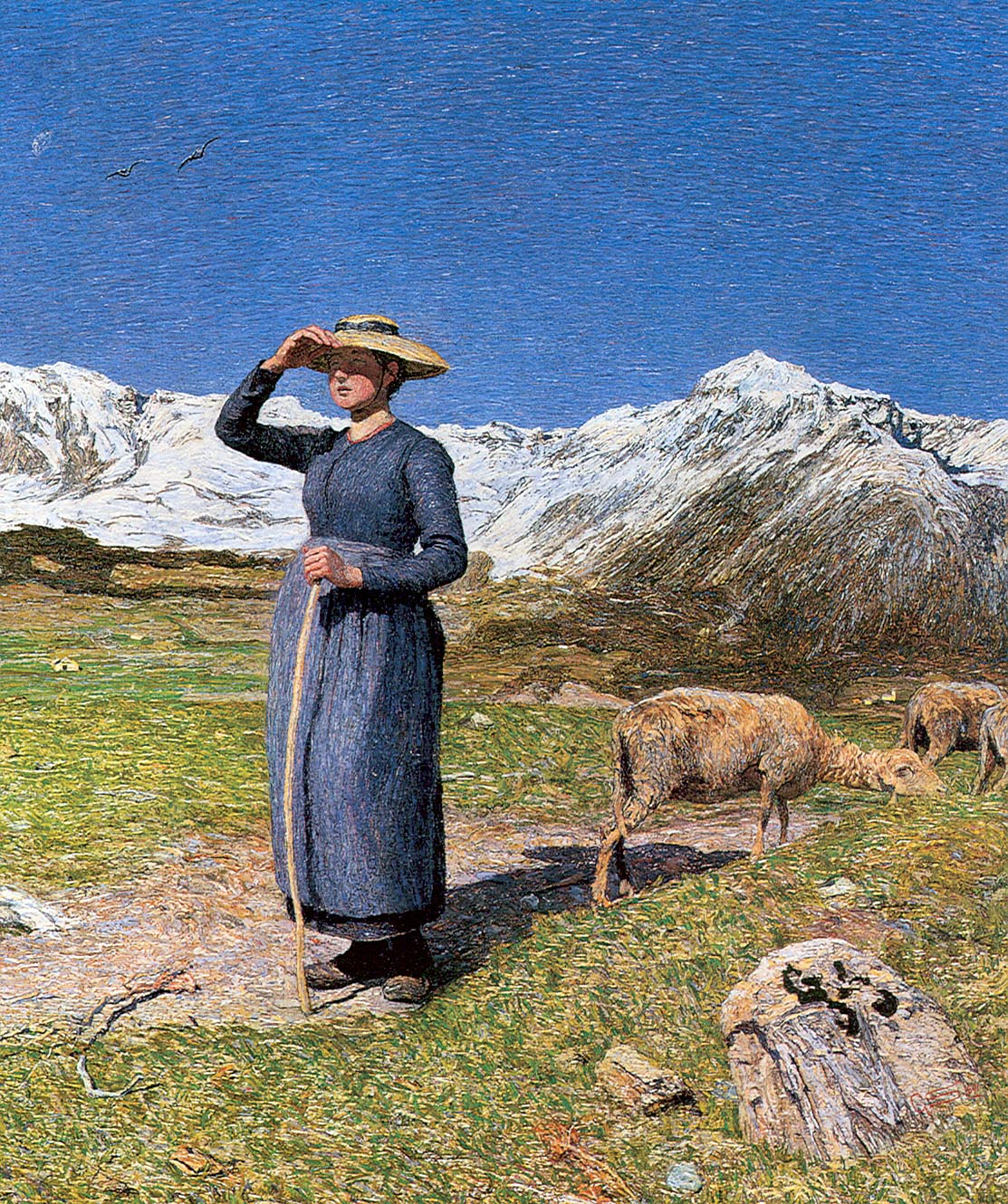
Południe w Alpach (1891)